# Jordan Rezabala
Jordan Rezabala, né le 29 février 2000 à Portoviejo en Équateur, est un footballeur équatorien qui évolue au poste de milieu offensif au Club Tijuana.

## Biographie

### En club
Formé à l'Independiente del Valle, Jordan Rezabala rejoint le Mexique en s'engageant avec le Club Tijuana le 23 août 2019.

### En sélection
Avec les moins de 20 ans, il participe au championnat sud-américain des moins de 20 ans en début d'année 2019. Lors de cette compétition, il prend part aux neuf matchs de son équipe, tous en tant que titulaire au poste de meneur de jeu. Il s'illustre dès la première rencontre le 18 janvier contre le Paraguay, où il marque deux buts, contribuant à la victoire de son équipe (3-0). Rezabala se fait à nouveau remarquer le 24 janvier suivant contre le Pérou où il marque un but et délivre une passe décisive pour Leonardo Campana, permettant à son équipe de s'imposer (1-3). L'Équateur remporte ce tournoi. Il dispute ensuite quelques mois plus tard la Coupe du monde des moins de 20 ans organisée en Pologne. Lors du mondial junior, il joue sept matchs, tous en tant que titulaire. Les joueurs équatoriens se classent troisième du mondial en battant l'Italie lors de la « petite finale ».

## Palmarès
- Vainqueur du championnat de la CONMEBOL des moins de 20 ans en 2019 avec l'équipe d'Équateur des moins de 20 ans
- Troisième de la Coupe du monde des moins de 20 ans en 2019 avec l'équipe d'Équateur des moins de 20 ans